# 格达
格达（德語：Göda）是德国萨克森州的市镇，隶属于包岑县。总面积为43.27平方千米，截至2023年12月31日总人口为2,966人。